# Dichromodes exocha
Dichromodes exocha är en fjärilsart som beskrevs av Louis Beethoven Prout 1916. Dichromodes exocha ingår i släktet Dichromodes och familjen mätare. Inga underarter finns listade i Catalogue of Life.